# Aermacchi Ala Blu
Die Aermacchi Ala Blu ist ein Motorrad, das der italienische Hersteller Aermacchi-Harley-Davidson von 1967 bis 1970 baute. „Ala blu“ bedeutet im Deutschen „Blauer Flügel“.

## Geschichte
Der Bau der Ala Azzurra, des 250er-Tourenmodells mit niedriger Verdichtung, wurde 1967 eingestellt. Nachfolger war die Ala Blu, von der es auch ein sportlicheres GT-Modell mit höherem Lenker gab.

## Technik

### Motor und Antrieb
Die Ala Blu hat einen luftgekühlten Einzylinder-Viertaktmotor mit nahezu liegendem Zylinder. Auf dem linken Stumpf der zweifach gelagerten Kurbelwelle befindet sich eine Mehrscheiben-Ölbadkupplung, über die die Motorkraft an ein geradverzahntes Vierganggetriebe weitergeleitet wird. Ab 1970 gab es stattdessen ein Fünfganggetriebe. Über eine Kette wird das Hinterrad angetrieben.
Die beiden hängenden Ventile sind über Stoßstangen und Kipphebel von der unten liegenden Nockenwelle angesteuert, an deren rechten Ende der Unterbrecherkontakt der Batteriezündung (Batterie: 6 V / 7 Ah) angebracht ist.
Die Gemischaufbereitung bewerkstelligt ein Schrägstromvergaser mit Rundschieber mit 22 mm Durchlass und ohne Luftfilter. Das verchromte Auspuffrohr ist an der rechten Maschinenseite nach hinten gezogen und endet in einem Schalldämpfer in Zigarrenform.

### Rahmen und Fahrwerk
Die Ala Blu besitzt einen Zentralrohr-Brückenrahmen ohne Heckausleger. Die Hinterradschwinge ist über zwei seitlich angeordnete Federbeine abgestützt. Das Vorderrad sitzt in einer Upside-Down-Gabel.

### Räder und Bremsen
Die 17″-Räder sind als Drahtspeichenräder ausgeführt und besitzen Vollnaben-Trommelbremsen. Die hintere Bremse wird über einen Fußhebel an der linken Motorseite und ein Gestänge bedient, die vordere mit einem Seilzug vom Lenker aus.

### Technische Daten
Folgende Angaben lassen sich finden.
| Typ                 | Ala Blu                   |
| Bauzeitraum         | 1967–1970                 |
| Hubraum             | 246,2 cm³                 |
| Bohrung × Hub       | 66 mm × 72 mm             |
| Verdichtung         | 7 : 1                     |
| Leistung            | 13,7 PS (10,1 kW)         |
| bei Drehzahl        | 6500/min.                 |
| Getriebe            | 4-Gang / 5-Gang           |
| Radstand            | 1270 mm                   |
| Maße (L × B × H)    | 1920 mm × 600 mm × 880 mm |
| Reifen vorne/hinten | 2,50″ × 17″ / 3,00″ × 17  |